# ريبوفيريا
فيروسات الحمض النووي الريبوزي أو فيروسات الرنا أو الريبوفيريا (بالإنجليزية: Riboviria)، هي عالم فيروسي يضم جميع الفيروسات التي تستخدم بوليميراز متماثل معتمد على الحمض النووي الريبوزي للتكاثر. يشمل العالم هذا فيروسات الحمض النووي الريبوزي (فيروسات الرنا) المشفرة لبوليميراز الحمض النووي الريبوزي المعتمد على الحمض النووي الريبوزي، بالإضافة إلى فيروسات النسخ العكسي (سواء كانت مادتها الجينية مركبة من الحمض النووي الريبوزي أو الحمض النووي الريبوزي منقوص الأكسجين) التي تشفر بوليميراز الحمض النووي الريبوزي منقوص الأكسجين المعتمد على الحمض النووي الريبوزي. يطلق على بوليميراز الحمض النووي الريبوزي المعتمد على الحمض النووي الريبوزي اسم منتسخ الرنا أيضًا. ينتج الأخير حمض نووي ريبوزي (رنا) بالاعتماد على حمض نووي ريبوزي. يسمى بوليميراز الحمض النووي الريبوزي منقوص الأكسجين المعتمد على الحمض النووي الريبوزي بالناسخ العكسي أيضًا. ينتج الأخير حمض نووي ريبوزي منقوص الأكسجين (دنا) بالاعتماد على حمض نووي ريبوزي. تعتبر هذه الإنزيمات ضرورية لتكاثر الجينوم الفيروسي ونسخ الجينات الفيروسية لتشكيل حمض نووي ريبوزي رسول يترجم البروتينات الفيروسية.
أنشئ عالم الريبوفيريا في عام 2018 لاستيعاب جميع فيروسات الرنا المشفرة لمنتسخ الرنا، ووسعت بعد عام لتضم الفيروسات القهقرية المشفرة للمنتسخ العكسي. تقسم هاتان المجموعتان لمملكتين منفصلتين: مملكة فيروسات الرنا القويمة (الأورثورنافيرا) التي تضم فيروسات الحمض النووي الريبوزي المشفرة لمنتسخ الرنا، ومملكة الفيروسات المقابلة للرنا (البارارنافيرا) التي تضم الفيروسات المشفرة للمنتسخ العكسي، أي جميع الفيروسات القهقرية. قد تكون المجموعتان الاثنتان منحدرتين من عناصر غير فيروسية مشفرة للمنتسخ العكسي، ولكن ما يزال الأصل الدقيق للأورثورنافيرا غير واضح لغاية الآن. يضم هذا القطاع عدد قليل من فيروسات بدائيات النوى ومعظم فيروسات حقيقيات النوى، وهذا يتضمن معظم الفيروسات البشرية والحيوانية والنباتية.
تنجم العديد من الأمراض الفيروسية المعروفة عن فيروسات الريبوفيريا، كفيروسات كورونا وفيروس الإيبولا وفيروس عوز المناعة البشرية وفيروسات الإنفلونزا وفيروس داء الكلب. تعتبر الفيروسات آنفة الذكر من الأنواع البارزة عبر التاريخ، إضافةً لفيروسات عديدة أخرى، كفيروس تبرقش التبغ الذي صنف كأول فيروس مكتشف. تندمج العديد من فيروسات النسخ العكسي بشكل كبير مع جينوم مضيفها كجزء من دورة تكرارها. ووفقًا لبعض التقديرات، تشكل هذه الفيروسات 7-8% تقريبًا من الجينوم البشري.

## التصنيف
تضم الريبوفيريا مملكتين: الأورثورنافيرا والبارانافيرا. تشمل الأورثورنافيرا العديد من الشعب والأصناف غير المحددة، بينما تضم مملكة البارانافيرا عنصر واحد في كل رتبة وصولًا للطائفة. يمكن تصوير هذا التصنيف كما يلي:
- مملكة الأورثورنافيرا: تشمل جميع فيروسات الرنا المشفرة لمنتسخ الرنا، أي جميع فيروسات الرنا مزدوجة السلسلة وجميع فيروسات الرنا أحادية السلسلة موجبة الاتجاه وجميع فيروسات الرنا أحادية السلسلة سالبة الاتجاه. تسمى هذه الفيروسات إجمالًا بفيروسات الرنا.
- مملكة البارانافيرا: تشمل جميع الفيروسات المشفرة للناسخ العكسي، أي جميع الفيروسات القهقرية سواء كانت فيروسات رنا أحاديا السلسلة أو فيروسات دنا مزدوجة السلسلة.
  - الشعبة: أرترفيريكوتا.
    - الطائفة: الفيروسات العكسية.

بالإضافة إلى ذلك، تضم الريبوفيريا عائلتين وأربعة أجناس غير محددة التصنيف. ما زلنا بحاجة إلى معلومات إضافية عنهم لمعرفة موضعهم الدقيق ضمن التصنيفات العليا. سنذكر أدناه العائلتين والأجناس الأربعة.
- فصيلة الفيروسات الفطرية المتعددة (بوليميكوفيردي).
- فصيلة فيروسات مفصليات الأرجل الصغيرة (سارتروفيردي).
- فيروسات ألبيتو.
- فيروسات أوماي.
- فيروسات باباني.
- فيروسات فيرتو.

يتداخل تصنيف الريبوفيريا جزئيًا مع تصنيف بالتيمور للفيروسات، خاصةً في تصنيف بالتيمور لفيروسات الرنا وتصنيف هذا العالم لفيروسات النسخ العكسي. يستخدم نظام بالتيمور لتصنيف الفيروسات بناءً على طريقة إنتاجها للحمض النووي الريبوزي الرسول، وغالبًا ما يستخدم معه تصنيف الفيروسات القياسي الذي يعتمد على التاريخ التطوري. تنتمي عناصر خمس مجموعات من تصنيف بالتيمور إلى قطاع الريبوفيريا، وهن:
المجموعة الثالثة التي تضم فيروسات الرنا مزدوجة السلسلة.
المجموعة الرابعة: فيروسات الرنا أحادية السلسلة موجبة الاتجاه.
المجموعة الخامسة: فيروسات الرنا أحادية السلسلة سالبة الاتجاه.
المجموعة السادسة: فيروسات رنا قهقرية أحادية السلسلة.
المجموعة السابعة: فيروسات دنا قهقرية ثنائية السلسلة.
يعتبر القطاع أعلى مستوى مستخدم لتصنيف الفيروسات. يتضمن المستوى التصنيفي إضافةً لقطاع الريبوفيريا ما يلي: الدوبلودنافيريا والمونودنافيريا والفاريدنافيريا.
تتكون معظم فيروسات حقيقيات النوى المكتشفة من حمض نووي ريبوزي، ولهذا السبب تنتمي معظم فيروسات حقيقيات النوى إلى الريبوفيريا، ويشمل ذلك معظم الفيروسات البشرية والحيوانية والنباتية. في المقابل، تتكون مجموعتين فقط من فيروسات بدائيات النوى من حمض نووي ريبوزي هما: فيروسات لافي التي تتكون من رنا أحادي السلسلة موجب الاتجاه ولا تملك أصول واضحة، والفيروسات الكيسية التي تتكون من رنا مزدوج السلسلة وترتبط بالفيروسات التنفسية المعوية اليتيمة التي تصيب حقيقيات النوى. تتضمن الفروع الرئيسية الأخرى لفيروسات حقيقيات النوى ما يلي: الفيروسات الهربسية من قطاع فيروسات الدنا ثنائية السلسلة وفيروسات شوتوكو من قطاع فيروسات الدنا أحادية السلسلة والعديد من الفيروسات التي تنتمي لقطاع فيروسات الدنا المتنوعة.

## التفاعل مع المضيفين

### الأمراض
ترتبط فيروسات الريبوفيريا بمجموعة واسعة من الأمراض، وهذا يضم العديد من الفيروسات المعروفة على مستوى العالم. نذكر منها:
- فيروسات كورونا.
- حمى القرم-الكونغو النزفية.
- فيروس الضنك.
- فيروس إيبولا.
- فيروسات هانتا.
- فيروس التهاب الكبد ب.
- فيروسات عوز المناعة البشري.
- الفيروسات التنفسية المخلوية البشرية.
- فيروسات الإنفلونزا.
- فيروس التهاب الدماغ الياباني.
- فيروس لاسا.
- فيروس الحصبة.
- فيروس النكاف.
- نوروفيروس.
- فيروس شلل الأطفال.
- فيروس داء الكلب.
- الفيروسات الأنفية
- فيروس حمى الوادي المتصدع.
- الفيروس العجلي.
- فيروس الحصبة الألمانية.
- فيروس التهاب الدماغ المحمول بالقراد.
- فيروس غرب النيل.
- فيروس الحمى الصفراء.
- فيروس زيكا.

تتضمن الفيروسات الحيوانية التي تنتمي لقطاع الريبوفيريا الفيروسات الحلقية التي تسبب أمراضًا مختلفة للمجترات والخيول، كفيروس مرض اللسان الأزرق وفيروس داء الحصان الأفريقي وفيروس التهاب الدماغ الخيلي وفيروس الداء النزفي الوبائي. يمرض فيروس التهاب الفم الحويصلي الماشية والخيول والخنازير. تحمل الخفافيش مجموعة متنوعة من الفيروسات، ومنها فيروسات إيبولا وفيروسات هينيبا التي قد تكون ممرضة للإنسان أيضًا. وبالمثل، يضم جنسا الفيروسات المصفرة وفيروسات الفواصد العديد من الفيروسات المحمولة عبر مفصليات الأرجل، وغالبًا ما تنتقل هذه الفيروسات إلى البشر. تسبب فيروسات كورونا والإنفلونزا المرض لدى العديد من الفقاريات المختلفة، كالخفافيش والطيور والخنازير مثلًا. تتضمن فصيلة الفيروسات القهقرية العديد من الفيروسات المسببة لابيضاض الدم ونقص المناعة وأنواع أخرى من السرطان والأمراض المناعية لدى الحيوانات.
يضم هذا القطاع العديد من الفيروسات النباتية التي تصيب العديد من المحاصيل المهمة اقتصاديًا. وفقًا للتقديرات، يسبب فيروس الذبول المبقع للطماطم أضرار سنوية تتجاوز المليار دولار أمريكي، ويؤثر على أكثر من 800 نوع من النبات، ونذكر منها على السبيل المثال: الأقحوان والخس والفول السوداني والفلفل والطماطم. يصيب فيروس تبرقش الخيار أكثر من 1200 نوع من النبات، ويسبب أيضًا خسائر كبيرة في المحاصيل. يؤثر فيروس البطاطا واي على حجم محصول الفلفل والبطاطا والتبغ والطماطم، كما يقلل من جودتهم. يعتبر فيروس جدري البرقوق أهم الفيروسات المؤثرة على محاصيل الفاكهة المنواة. لا يسبب فيروس تبرقش الشويعرة خسائر اقتصادية كبيرة، ولكنه يوجد في معظم أنحاء العالم، ويصيب بشكل أساسي النجيليات التي تتضمن الحبوب.